# Nõmme (Väike-Maarja)
Nõmme (Duits: Nömme) is een plaats in de Estlandse gemeente Väike-Maarja in de provincie Lääne-Virumaa. De plaats heeft 17 inwoners (2021) en heeft de status van dorp (Estisch: küla).
Door Nõmme loopt de rivier Nõmme, een zijrivier van de Põltsamaa. De Nõmme stroomt door een kunstmatig meer, het Nõmme veskijärv (5,3 ha), dat hoort bij de watermolen Nõmme vesiveski. De secundaire weg Tugimaantee 22 en de spoorlijn Tapa - Tartu lopen langs Nõmme. Het dichtstbijzijnde station is Kiltsi.
Ten oosten van Nõmme ligt het natuurpark Äntu maastikukaitseala (391 ha).

## Geschiedenis
Op het grondgebied van Nõmme ligt de heuvel Punamäe. Daarop zijn in 1895 de resten van een fort blootgelegd, dat gebouwd was vóór het jaar 1000. Volgens de Kroniek van Hendrik van Lijfland heette het fort Agelinde en is het in 1226 nog bezocht door paus Honorius III. Het fort staat ook wel bekend als Punamäe linnus of Äntu linnus (naar het buurdorp Äntu).
Nõmme werd voor het eerst genoemd in 1796 als ‘semi-landgoed’ (Duits: Beigut, Estisch: poolmõis), een landgoed dat deel uitmaakt van een groter landgoed, in dit geval Kiltsi. Het semi-landgoed was in 1793 overgenomen van Tammiku. Op het semi-landgoed lag een dorp dat ook Nõmme heette, en ook de watermolen was er al. In 1826 werd Nõmme een zelfstandig landgoed, in 1865 werd het weer een semi-landgoed onder Kiltsi. Het viel onder de parochie van Väike-Maarja.
Het landhuis van het landgoed en de bijgebouwen, met inbegrip van de watermolen, zijn vervallen tot ruïnes.
In 1977 werd het buurdorp Aruküla bij Nõmme gevoegd.

## Foto's

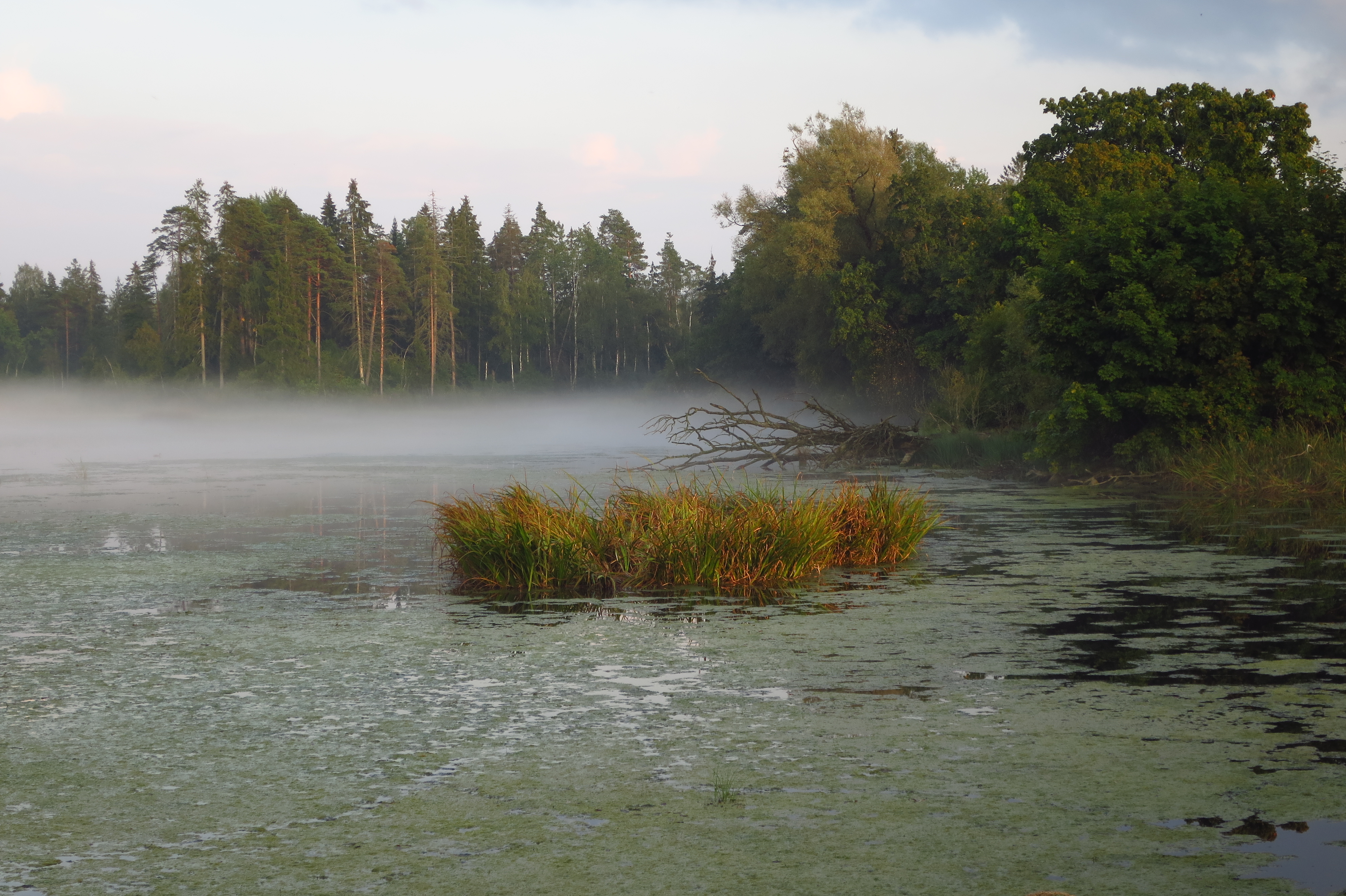
Het Nõmme Veskijärv
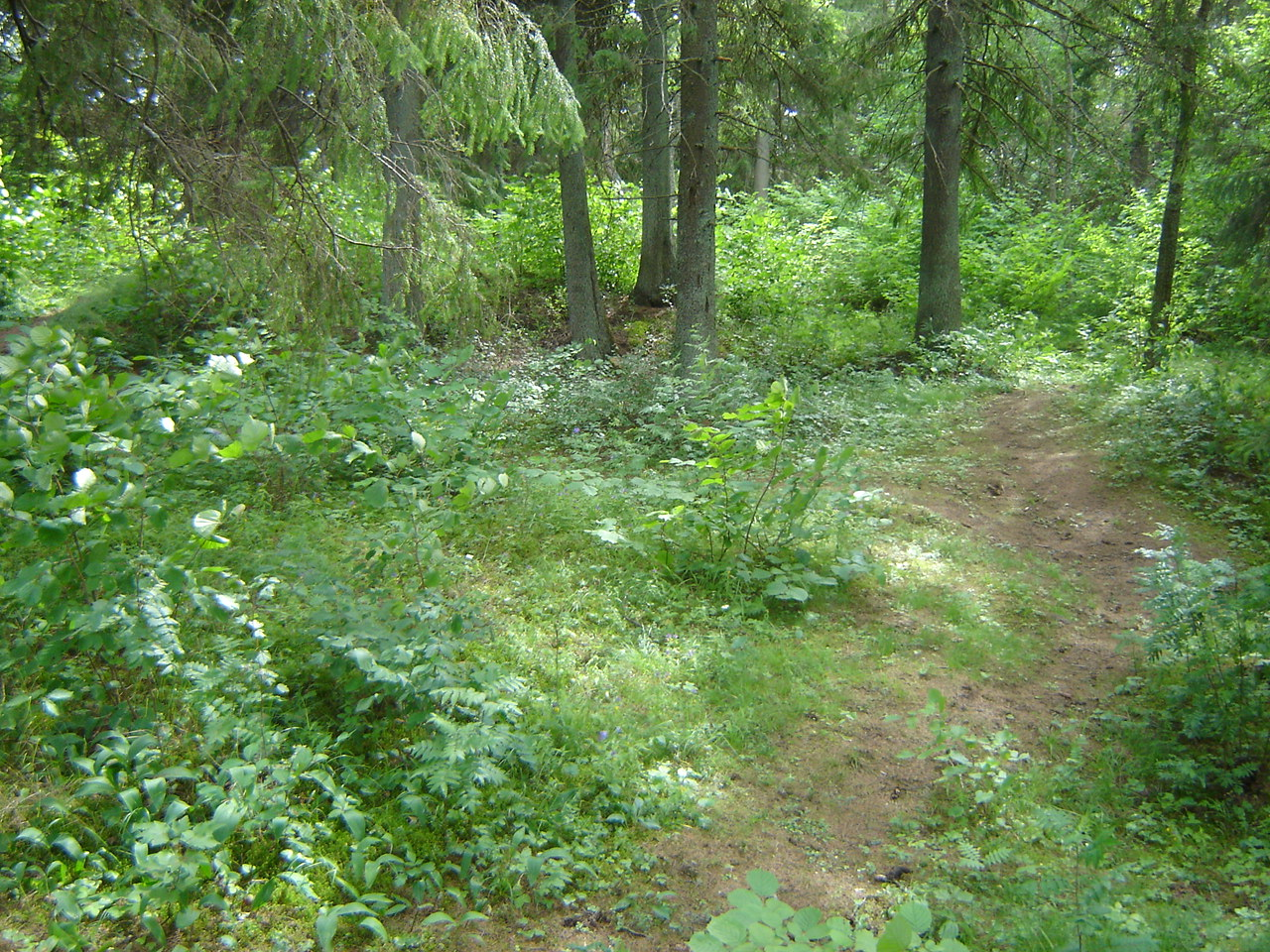
De plaats waar het fort Agelinde heeft gelegen
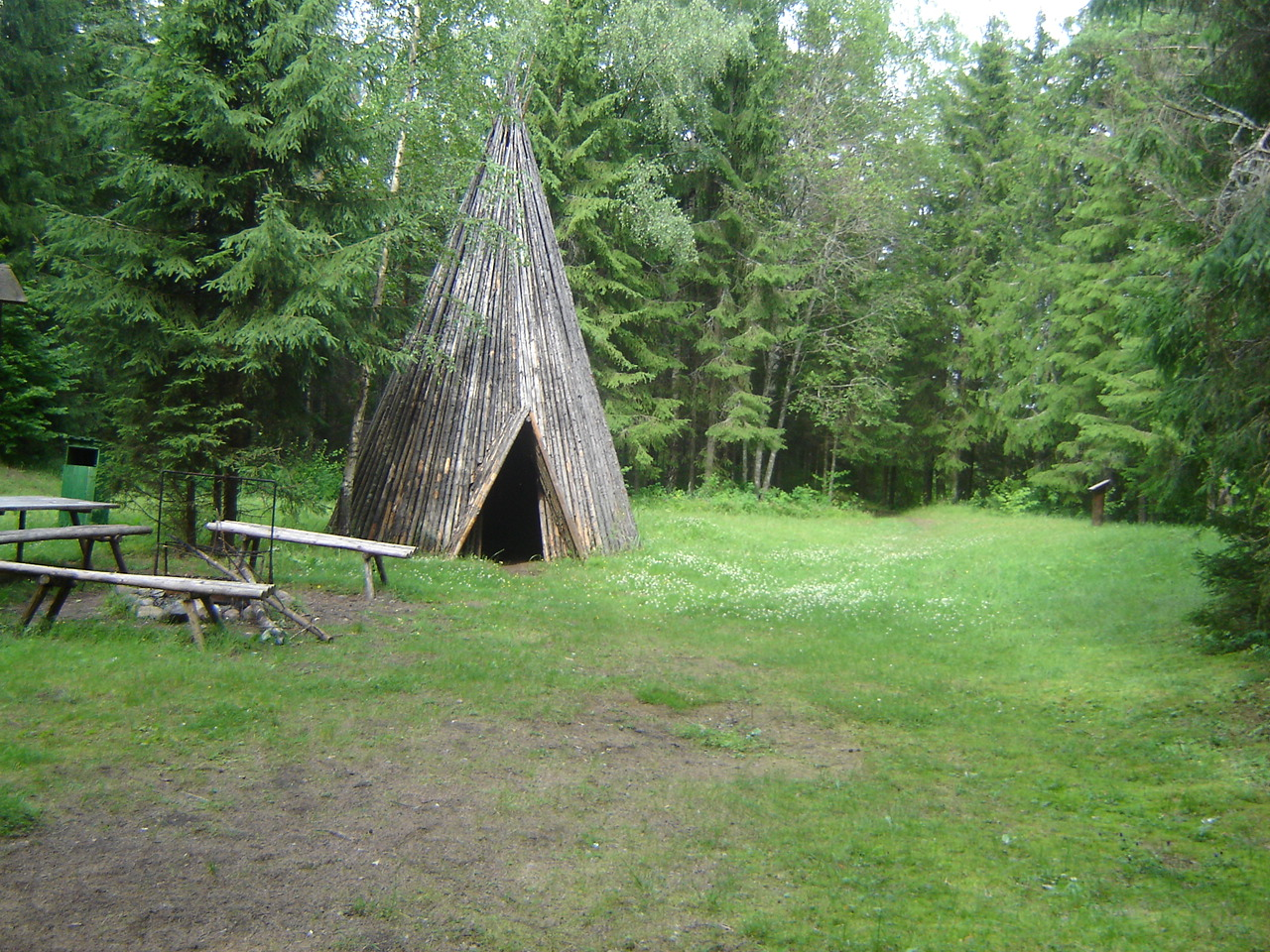
Recreatie bij het voormalige fort